# Sweep-picking

Esecuzione dello sweep-picking

Lo sweep-picking (letteralmente "plettrata spazzolata") è una tecnica prevalentemente chitarristica che consente l'esecuzione con il plettro di fraseggi non lineari/arpeggi, ovvero sequenze di note singolarmente disposte su corde diverse. In pratica permette di suonare un elevato numero di note in una breve unità di tempo.

## Nozioni tecniche
Lo sweep sfrutta la vicinanza delle corde, che vengono suonate facendo scorrere il plettro, spesso inclinato in direzione della pennata (cioè obliquo rispetto all'asse perpendicolare delle corde), e "staccando" dalla tastiera le dita, in modo da evitare le sovrapposizioni di suono. Il plettro può scorrere sia verso l'alto che verso il basso. Questo tipo di pennata è conosciuta anche come "economy picking", perché consente di risparmiare molti movimenti alla mano destra, garantendo comunque, una volta raggiunta una buona padronanza della tecnica, un timbro pulito e limpido ed un'intensità della nota equivalente a quella della pennata alternata.

## Uso
Raramente si usa unicamente la pennata sweep, in quanto questa trova la sua massima espressione nella esecuzione rapida e staccata/distinta (nota per nota) di arpeggi: durante l'improvvisazione, perciò, il chitarrista si trova a poter utilizzare solamente delle strutture rigide e poco malleabili, utili, al massimo, a dare un'impronta virtuosistica al solo; nella maggior parte delle situazioni, la pennata sweep è unita alla pennata alternata, creando un tutto organico che è stato nominato pennata mista; in altri casi si può mischiare lo sweep picking con altre tecniche quali il tapping e i legati (ascendenti in direzione "giù" e discendenti in direzione "su"), per dare una maggiore fluidità e spettacolarità al fraseggio.
L'esecuzione consiste nel tenere le dita della mano sinistra (per i destrorsi) contemporaneamente su tutte le note da eseguire quasi a formare un "accordo"; si preme la corda solo quando questa viene suonata dalla mano destra, quindi si rilascia la pressione badando a fermare la corda in modo che non suoni insieme alle altre. Questo al fine di evitare che, invece di una spazzolata (corde pizzicate distintamente, una alla volta singolarmente) si suoni un arpeggio nel senso ritmico del termine (corde che risuonano contemporaneamente). In pratica, il dito sinistro deve, una volta pizzicata la corda, "staccare" e, possibilmente, aiutare la mano destra a bloccare la corda appena pizzicata.
In altri casi, dove per esempio si usa una forte distorsione, può essere più conveniente non tenere tutte le dita sulla tastiera, per evitare fastidiosi rumori che sporcherebbero il suono.  
Il movimento e la direzione della plettrata, a seguito del cambio di corda, deve restare fluido e continuo evitando, al contempo, una sovrapposizione del suono delle varie note: ciò si ottiene solo con una perfetta sincronia tra le due mani (quella che pizzica le corde e l'altra che si muove sul manico dello strumento).
Una buona riuscita della tecnica dello sweep, oltre al preciso controllo della plettrata, richiede dunque un'alta capacità di muting delle corde per ottenere la massima pulizia del suono. Inoltre, il plettro deve scorrere morbido e leggero, in posizione non perpendicolare (rispetto alla tavola della chitarra) ma piegato leggermente in direzione del movimento. È altresì fondamentale che, una volta pizzicata una corda, esso si appoggi a quella successiva (anche se non suonata).
Un esempio pratico (sul mi cantino si esegue un (1) legato successivo alla prima plettrata in giù):
```
e|-------12-17-12-------|
B|----13----------13----|
G|-14----------------14-|
D|----------------------|
A|----------------------|
E|----------------------|
```

## Chitarristi
Riguardo ai generi musicali, lo sweep trova ampia diffusione in ogni ambito (ovviamente in cui la chitarra rivesta un ruolo da solista). Notevoli sono gli esempi di sweep sia nel jazz sia nel progressive rock (con il suo primo rappresentante in Steve Hackett) sia nel metal sia nella fusion. In ambito rock, il primo chitarrista a farne uso è stato Ritchie Blackmore nel solo finale di "April", dell'album "Deep Purple" del 1969, nel quale è anticipata la tecnica che verrà perfezionata negli anni '80 da Yngwie J. Malmsteen per il rock-metal e da Frank Gambale in ambito fusion.
Lo sweep trova tra i suoi esecutori Glenn Tipton, Frank Gambale, John Petrucci, Uli Jon Roth, Guthrie Govan, Jeff Loomis, Kiko Loureiro, Jason Becker, Marty Friedman, Yngwie J. Malmsteen, Joe Satriani, Steve Vai, Steve Hackett, Paul Gilbert, Michael Romeo, Michael Angelo Batio, Jari Mäenpää, Alexi Laiho, Luca Turilli, Tosin Abasi, Synyster Gates, Janick Gers e Luke Fortini.